# 量子体积
量子体积（英語：Quantum volume）是一项综合性指标，旨在衡量并比较不同量子计算机的整体性能和保真度。 它通过一个单一数值来概括量子计算机所能成功运行的最大“方形”量子线路的尺寸，这个尺寸同时取决于系统的量子比特（qubit）数量和它们的质量。
提出量子体积这一概念，是为了解决仅用量子比特数量来评判性能的局限性。与经典计算机的晶体管数量不同，量子比特的数量并不能完全代表计算能力，因为量子比特会因退相干及各种噪声（如门操作错误、测量错误和串扰）而出错，导致性能下降。 因此，量子体积是一项通过实验测量的基准，它将量子比特数量、连接性、门和测量错误率等多个因素都纳入考量，从而能更准确地反映计算机的实际能力。
总的来说，量子体积的数值越大，代表该量子计算机能够可靠执行的量子算法就越复杂。 尽管量子体积是业界广泛采用的基准之一，但其他性能指标也已被提出，例如交叉熵基准测试、由微软Azure量子（Microsoft Azure Quantum）提出的每秒可靠量子操作数（reliable Quantum Operations per Second，简称 rQOPS）、IBM 提出的每秒线路层操作数（Circuit Layer Operations Per Second，简称 CLOPS）以及 IonQ 提出的算法量子比特（Algorithmic Qubits）。

## 定义

### 原始定义
量子计算机的量子体积最初由尼科莱·莫尔（Nikolaj Moll）等人在2018年定义。 然而，自2021年左右，该定义已被 IBM 于2019年提出的重新定义所取代。原始定义取决于量子比特数 {\displaystyle N} 以及可执行的步骤数，即线路深度 {\displaystyle d}：{\displaystyle {\tilde {V}}_{Q}=\min[N,d(N)]^{2}}线路深度取决于有效错误率 {\displaystyle \varepsilon _{\mathrm {eff} }}，关系如下：{\displaystyle d\simeq {\frac {1}{N\varepsilon _{\mathrm {eff} }}}}有效错误率 {\displaystyle \varepsilon _{\mathrm {eff} }} 定义为双量子比特门的平均错误率。如果物理双量子比特门不具备全连接性，则可能需要额外的SWAP门来实现任意双量子比特门，此时 {\displaystyle \varepsilon _{\mathrm {eff} }>\varepsilon }，其中 {\displaystyle \varepsilon } 是物理双量子比特门的错误率。如果存在更复杂的硬件门，例如三量子比特的托佛利门，则 {\displaystyle \varepsilon _{\mathrm {eff} }<\varepsilon } 也是有可能的。
当添加更多具有相同有效错误率的量子比特时，允许的线路深度会减小。因此，根据这些定义，一旦 {\displaystyle d(N)<N}，再增加量子比特数反而会导致量子体积下降。要在 {\displaystyle N} 量子比特的机器上运行一个仅需要 {\displaystyle n<N} 个量子比特的算法，选择一个具有良好连接性的量子比特子集可能更有利。针对这种情况，莫尔等人给出了一个更精确的量子体积定义。{\displaystyle V_{Q}=\max _{n<N}\left\{\min \left[n,{\frac {1}{n\varepsilon _{\mathrm {eff} }(n)}}\right]^{2}\right\}}其中，最大值是在任意选择的 {\displaystyle n} 个量子比特上取得的。

### IBM的重新定义
2019年，IBM 的研究人员修改了量子体积的定义，使其成为线路尺寸的指数，并指出这对应于在经典计算机上模拟该线路的复杂度：{\displaystyle \log _{2}V_{Q}={\underset {n\leq N}{\operatorname {arg\,max} }}\left\{\min \left[n,d(n)\right]\right\}}

## 进展历史
截至截至2025年5月，量子体积的世界纪录为 {\displaystyle 2^{23}}。 以下是历史上已实现的量子体积概览：
| 日期       | 量子体积               | 量子比特数 | 制造商                        | 系统名称及参考资料                                |
| ---------- | ---------------------- | ---------- | ----------------------------- | ------------------------------------------------- |
| 2020年1月  | {\displaystyle 2^{5}}  | 28         | IBM                           | "Raleigh"                                         |
| 2020年6月  | {\displaystyle 2^{6}}  | 6          | 霍尼韦尔                      | [ 17 ]                                            |
| 2020年8月  | {\displaystyle 2^{6}}  | 27         | IBM                           | Falcon r4 "Montreal"                              |
| 2020年11月 | {\displaystyle 2^{7}}  | 10         | 霍尼韦尔                      | "System Model H1"                                 |
| 2020年12月 | {\displaystyle 2^{7}}  | 27         | IBM                           | Falcon r4 "Montreal"                              |
| 2021年3月  | {\displaystyle 2^{9}}  | 10         | 霍尼韦尔                      | "System Model H1"                                 |
| 2021年7月  | {\displaystyle 2^{10}} | 10         | 霍尼韦尔                      | "Honeywell System H1"                             |
| 2021年12月 | {\displaystyle 2^{11}} | 12         | Quantinuum （前身为霍尼韦尔） | "Quantinuum System Model H1-2"                    |
| 2022年4月  | {\displaystyle 2^{8}}  | 27         | IBM                           | Falcon r10 "Prague"                               |
| 2022年4月  | {\displaystyle 2^{12}} | 12         | Quantinuum                    | "Quantinuum System Model H1-2"                    |
| 2022年5月  | {\displaystyle 2^{9}}  | 27         | IBM                           | Falcon r10 "Prague"                               |
| 2022年9月  | {\displaystyle 2^{13}} | 20         | Quantinuum                    | "Quantinuum System Model H1-1"                    |
| 2023年2月  | {\displaystyle 2^{7}}  | 24         | Alpine Quantum Technologies   | "Compact Ion-Trap Quantum Computing Demonstrator" |
| 2023年2月  | {\displaystyle 2^{15}} | 20         | Quantinuum                    | "Quantinuum System Model H1-1"                    |
| 2023年5月  | {\displaystyle 2^{16}} | 32         | Quantinuum                    | "Quantinuum System Model H2"                      |
| 2023年6月  | {\displaystyle 2^{19}} | 20         | Quantinuum                    | "Quantinuum System Model H1-1"                    |
| 2024年2月  | {\displaystyle 2^{5}}  | 20         | IQM                           | "IQM 20-qubit system"                             |
| 2024年4月  | {\displaystyle 2^{20}} | 20         | Quantinuum                    | "Quantinuum System Model H1-1"                    |
| 2024年8月  | {\displaystyle 2^{21}} | 56         | Quantinuum                    | "Quantinuum System Model H2-1"                    |
| 2025年5月  | {\displaystyle 2^{23}} | 56         | Quantinuum                    | "Quantinuum System Model H2-1"                    |

## 体积基准测试
体积基准测试（Volumetric benchmarks）是量子体积概念的一个推广框架。 量子体积本身定义了一族量子比特数（宽度）{\displaystyle N} 与线路深度 {\displaystyle d} 相等的“方形”线路，并最终得出一个单一性能数值。相对地，体积基准测试则采用“矩形”线路，将宽度 {\displaystyle N} 与深度 {\displaystyle d} 解耦，不再要求两者相等。这样做虽然牺牲了单一数值的简洁性，但能够更细致地评估量子计算机在空间（量子比特数）与时间（可执行的线路深度）资源之间的性能权衡。
该框架的通用性还体现在，它可以测试不同类型的量子线路。例如，除了量子体积所使用的特定“随机线路”外，原则上也可以采用其他随机线路、周期性线路或受特定算法启发的线路进行测试。每种基准测试都需要预先定义一个明确的成功标准，以判断处理器是否“通过”了给定的测试线路。
由于体积基准测试的结果不再是单一数字，其数据有多种分析方式。一种直观的可视化方法是绘制出处理器性能的帕累托前沿，该前沿展示了在宽度 {\displaystyle N} 和深度 {\displaystyle d} 的二维平面上，设备所能达到的最优性能边界。通过这个边界，可以清晰地看到在给定量子比特数 {\displaystyle N} 的情况下，处理器能可靠执行的最大线路深度 {\displaystyle d} 为何；反之亦然。

## 注脚
1. ↑  根据IBM的重新定义